# Формула пам'яті
«Формула пам'яті» («Формула памяти») — радянський двосерійний телефільм 1982 року, знятий режисерами Олександром Кривоносом і Михайлом Новицьким на студії «Лентелефільм».

## Сюжет
За мотивами однойменного роману Бориса Никольського. Під керівництвом академіка Архіпова ведуться дослідження у сфері пам'яті. Йому, як і багатьом іншим людям, що мислять, небайдуже, з якою метою можуть бути використані наукові відкриття і наскільки вони сучасні.

## У ролях
- Іван Соловйов — Іван Архіпов, академік, директор НДІ пам'яті
- Ігор Васильєв — Анатолій Перфільєв, співробітник НДІ пам'яті
- Ірина Акулова — Олена Вартанян, співробітник лабораторії НДІ пам'яті
- Кирило Датешидзе — Гліб Гур'янов, кандидат фізико-математичних наук, співробітник НДІ пам'яті
- Іван Дмитрієв — Аркадій Скляров, співробітник НДІ пам'яті
- Галина Баженова — Галина Перфільєва, дружина Анатолія
- Наталія Орлова — Віра Валентинівна, співробітник НДІ пам'яті
- Ніна Мамаєва — Ніна Свєтлова
- Сергій Заморєв — Геннадій Калашников, парторг НДІ
- Михайло Данилов — Віктор Фрайман, старший науковий співробітник НДІ пам'яті
- Юрій Машкін — Школьников, співробітник НДІ пам'яті
- Зінаїда Афанасенко — Маргарита Федорівна, секретар у НДІ пам'яті
- Михайло Хижняков — Георгій Вартанян, батько Олени
- Геннадій Ложкін — Сергій Іванович, друг Георгія Вараняна
- Микола Карамишев — Терентьєв, фронтовий друг Георгія Вартаняна
- Анатолій Гарічев — Іван Бєзимянний
- Ірина Цвєткова — Тамара, співробітниця НДІ пам'яті
- Олег Єфремов — Яків Прокопович Зеленін, секретар міськкому
- Зінаїда Шарко — Віра Олексіївна Свєтлова, сестра Ніни, мати вбитих у війну дітей
- Микола Крюков — старий, що прийшов віддати в НДІ свою пам'ять
- Сергій Полежаєв — Кроулі, професор
- М. Барковська — перекладач
- Ю. Третьяков — перекладач

## Знімальна група
- Режисери — Олександр Кривонос, Михайло Новицький
- Сценарист — Борис Никольський
- Оператори — Андрій Гусак, Вадим Берзін
- Композитор — Георгій Фіртич
- Художник — Тетяна Ураєвська